# Präzisionsnivellement
Das Präzisionsnivellement ist die genaueste Form der terrestrischen Höhenmessung. Sie erfolgt in der Art des technischen Nivellements, unterscheidet sich aber in mehreren Punkten:
- Als Nivellierinstrument dienen automatische Nivelliere der höchsten Genauigkeitsklasse, deren Einspielgenauigkeit bei nur einigen Zehntelsekunden liegt.
- Es werden temperaturinvariante Nivellierlatten mit Invar-Teilung verwendet, die regelmäßig im Labor kompariert (auf Maßhaltigkeit überprüft) werden.
  - Neuere automatische Verfahren verwenden digital ablesbare Messlatten.
- Standard ist die Verwendung von zwei Latten, abwechselnd für den Rück- und Vorblick des Instruments – siehe Verfahren „Rote Hose“.
- Die Visuren werden wegen der Refraktion auf etwa 30 Meter begrenzt sowie im Rück- und Vorblick genau gleich groß gehalten.
- Die gemessenen Höhenunterschiede müssen wegen der wegabhängigen Änderung der Schwerkraft reduziert werden (theoretischer Schleifenschlussfehler).
- Das übliche Doppelnivellement (die Messstrecke hin und zurück) wird an einem zweiten Tag wiederholt, sodass die Genauigkeit den Bereich von 0,5 mm/km erreicht.

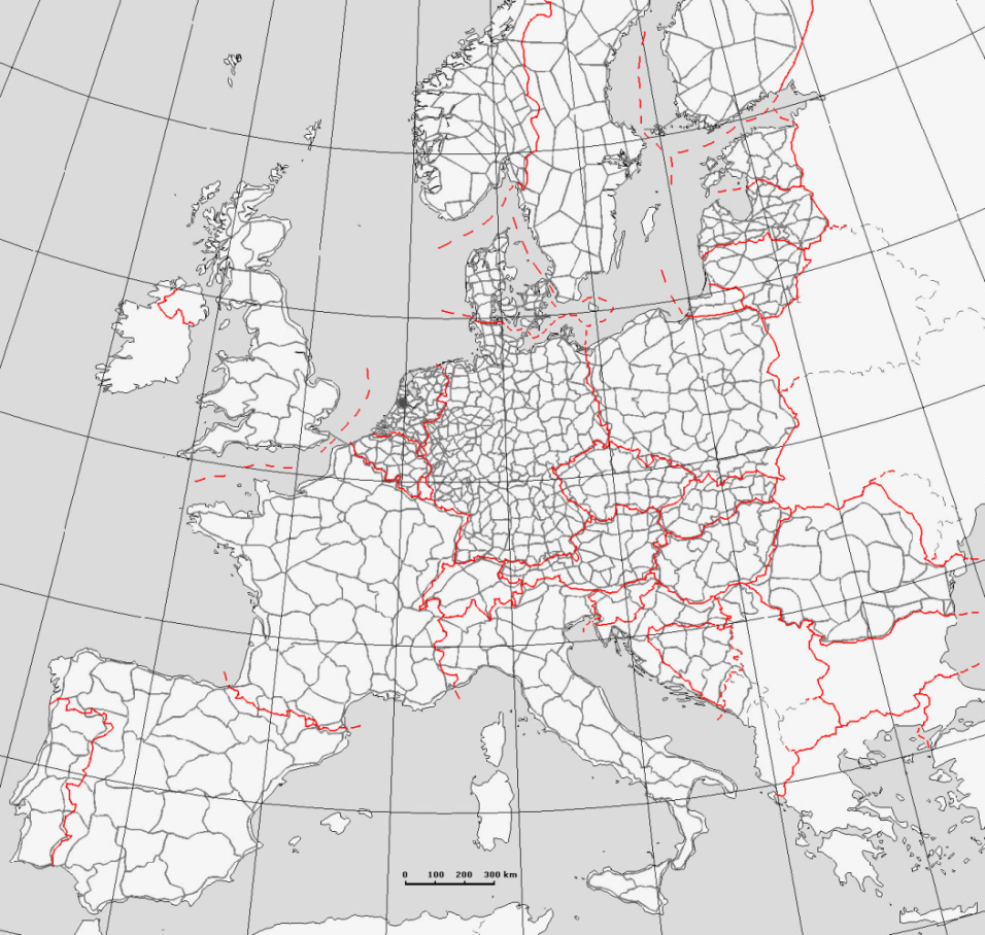
Europäisches Höhennetz UELN-95 des Präzisionsnivellements

Die zwischen Höhenfestpunkten erster Ordnung (im Fels oder an sehr stabilen, alten Gebäuden) gemessenen Höhenunterschiede werden nach ihrer Ausgleichung zu einem Höhennetz mit Maschenweiten von etwa 30 bis 50 km verbunden, das zur Grundlagenvermessung eines Landes zählt. Oft sind die Knotenpunkte identisch mit denen des jeweiligen Schweregrundnetzes. Diese Grundlagennetze werden seit Mitte des 20. Jahrhunderts zu internationalen Netzen verbunden, die heute bei entsprechendem Aufwand ganze Kontinente auf 5–10 cm genau überdecken können (siehe Bild).